# Desmodium incanum
Desmodium incanum DC., es una planta perenne considerada perjudicial para los cultivos (mala hierba) perteneciente a la familia de las fabáceas.

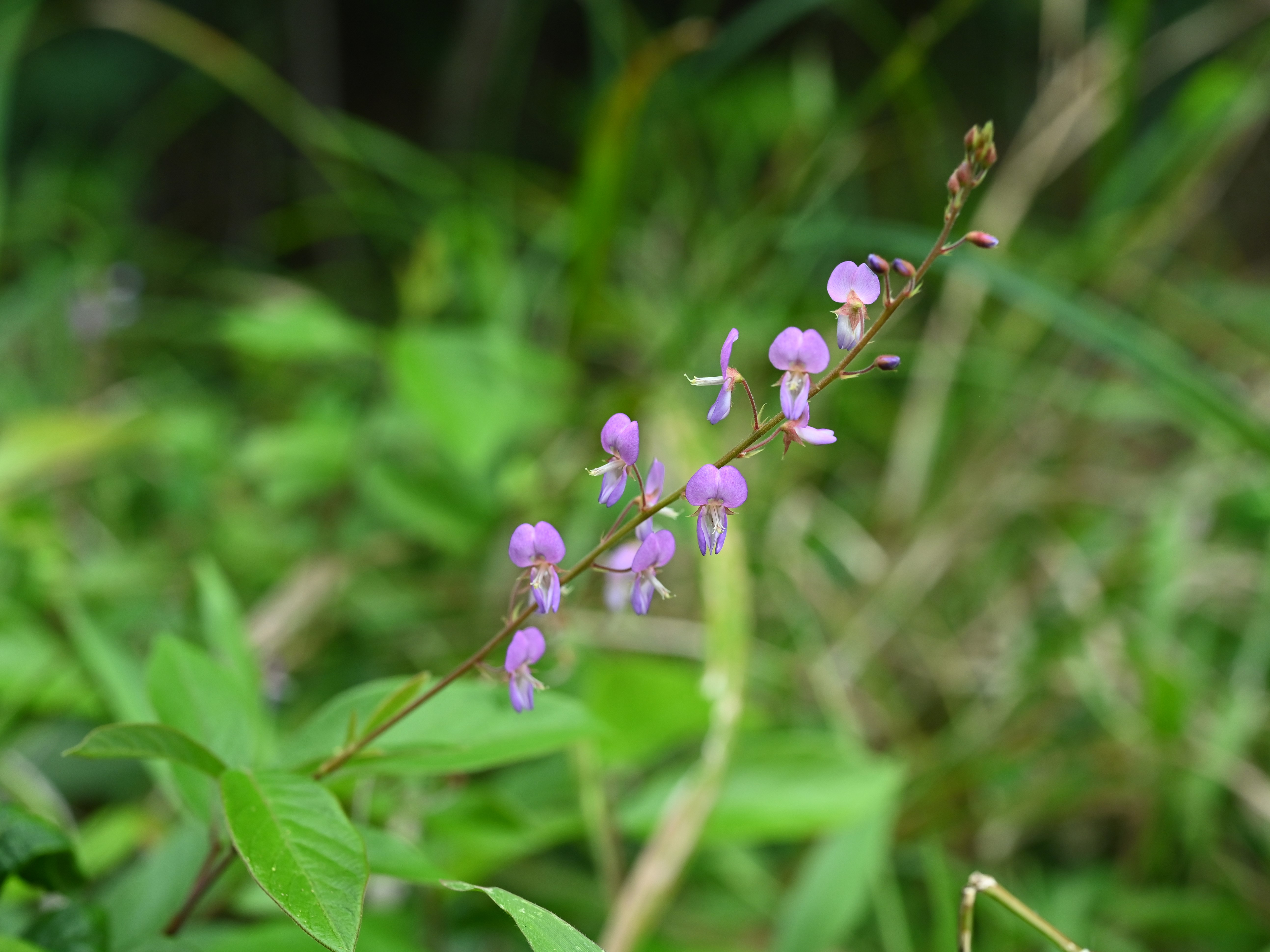
D. incanum. Vara floral

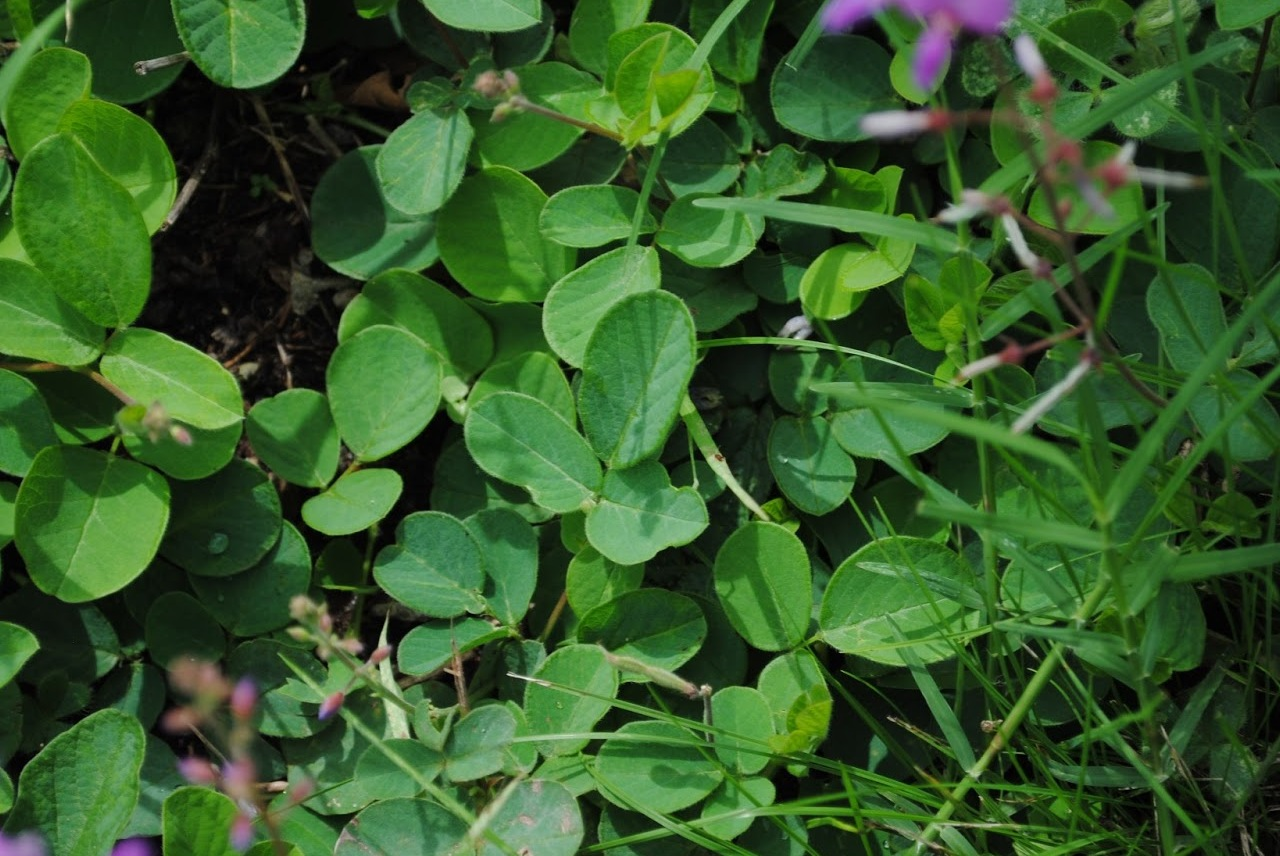
D. incanum. Follaje de poca altura. Soriano, Palmar, Uruguay

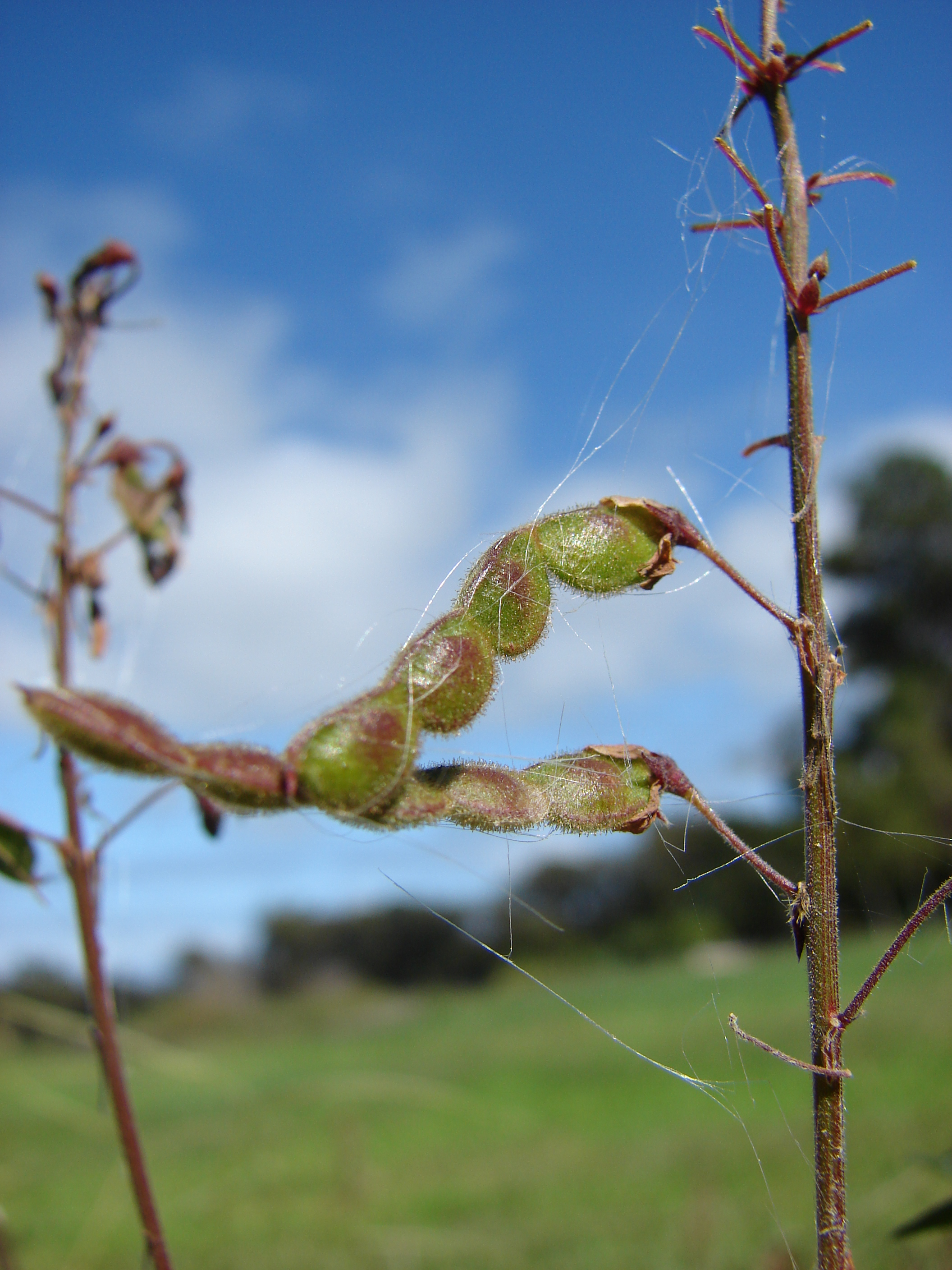
Frutos

## Descripción
Son herbáceas sufruticosas o arbustos, que alcanzan un tamaño de hasta 3 m de alto; tallos teretes, uncinados, estrigulosos o pilosos. Folíolos 3, ovados, ovado-lanceolados, elípticos a suborbiculares hacia la base, el terminal 4–9 cm de largo y 3.5–4.5 cm de ancho, los laterales 3.3–6 cm de largo y 1.8–2.7 cm de ancho, ápice agudo, base redondeada, haz estrigulosa principalmente sobre la nervadura, envés densamente estrigoso, uncinado, estipelas subuladas, 2–4 mm de largo; pecíolos 1.5–3.5 cm de largo, estípulas ovadas a lanceoladas, 6–10 mm de largo. Inflorescencias terminales y axilares, hasta 25 cm de largo, pedicelos 6–8 mm de largo, brácteas lanceoladas, 5–7 mm de largo, acuminadas, flores 1 o 2 por nudo, azules, rosadas o moradas; cáliz 2 mm de largo; estandarte 4.5–5 mm de largo. Lomentos 4–8-articulados, los artículos 3–4 mm de largo y 1.5–2.5 mm de ancho, uncinulados, estípite 1.5–2 mm de largo; semillas ca 1 mm de largo y ca 0.7 mm de ancho.
Sus semillas cuando están maduras se expanden pegándose con sus minúsculos pelos a la piel de los animales o ropa de las personas que caminen entre ellas.

## Distribución y hábitat
Especie común, se encuentra en bosques perennifolios, bosques caducifolios, bosques de pino-encinos, desde México a Sudamérica, las Antillas y en los trópicos del Viejo Mundo.

## Propiedades
En Oaxaca se usa para quitar la diarrea causada por comer cosas en mal estado como fruta descompuesta, comida pasada o algo echado a perder y que, como consecuencia, además de la diarrea da dolor de estómago. Se administra por las mañanas un té preparado con las hojas de mariposa, hasta que desaparezca el problema. Aunque sin más datos, también se le emplea cuando hay inflamación del riñón y para curar el espanto.

## Taxonomía
Desmodium incanum fue descrita por  Augustin Pyrame de Candolle  y publicado en Prodromus Systematis Naturalis Regni Vegetabilis 2: 332. 1825.
Desmodium canadense fue descrita por (L.) DC.  y publicado en Prodromus Systematis Naturalis Regni Vegetabilis 2: 328. 1825.
Etimología
Desmodium: nombre genérico que deriva del griego: desmos que significa "cinta que sujeta".
incanum: epíteto latino que significa "de color gris".
Sinonimia
- Hedysarum   frutescens L.
- Desmodium frutescens sensu Schindl.
- Desmodium canum Schinz et Thell.
- Desmodium mauritianum (Willd.) DC.
- Hedysarum mauritianum Willd.
- Hedysarum canum J.F.Gmel.
- Hedysarum incanum Sw.
- Hedysarum racemosum Aubl.[4]
- Aeschynomene incana (Sw.) G.Mey.
- Desmodium portoricense (Spreng.) G.Don
- Desmodium racemiferum DC.
- Desmodium sparsiflorum G. Don
- Desmodium supinum (Sw.) DC.
- Desmodium supinum var. amblyophyllum Urb.
- Hedysarum canescens Mill.
- Hedysarum madagascariensis Desv.
- Hedysarum portoricense Spreng.
- Hedysarum racemiferum J.F. Gmel.
- Hedysarum supinum Sw.
- Meibomia adscendens var. incana (Sw.) Kuntze
- Meibomia cana (J.F.Gmel.) S.F.Blake
- Meibomia incana (Sw.) Vail
- Meibomia incana (Sw.) Hoehne
- Meibomia incana (Sw.) O.F.Cook & G.N.Collins
- Meibomia incana Cook & Collins
- Meibomia incana Lindm.
- Meibomia racemifera (DC.) Kuntze
- Meibomia supina (Sw.) Britton[5]

## Nombre común
- Hoja de pega, mariposa.[2] Pega pega (Colombia).